# Kvangmjong állomás
Kvangmjong (Gwangmyeong) állomás KTX-vasútállomás Dél-Korea Kvangmjong (Gwangmyeong) városában, Szöultól 22 kilométerre délre. Az állomás egyben a szöuli metró 1-es vonalának egyik végállomása is. 2004-ől 2009-ig az állomás több mint 22 millió KTX-utast szolgált ki.

## Viszonylatok
| 1-es vonal                                                               | 1-es vonal                       | 1-es vonal                                       |
| ------------------------------------------------------------------------ | -------------------------------- | ------------------------------------------------ |
| Kumcshon-ku cshong (Geumcheon-gu cheong) Jongdungpho (Yeongdeungpo) felé | Kvangmjong (Gwangmyeong) shuttle | végállomás                                       |
| Korail                                                                   |                                  |                                                  |
| Szöul Hengsin (Haengsin) felé                                            | Kjongbu (Gyeongbu) KTX           | Cshonan–Aszan (Cheonan–Asan) Puszan (Busan) felé |
| Jongszan (Yongsan) Hengsin (Haengsin) felé                               | Honam KTX                        | Cshonan–Aszan (Cheonan–Asan) Mokpho (Mokpo) felé |